# Jan Soelberg
Jan Soelberg (født 1946, død 1991) var en forfatter, som skrev mest om elektronik.
Jan Soelberg var ansat i JostyKit hvor han stod bag mange af elektronik byggesættene - og er medforfatter på bøgerne Anvendt elektronik fra 1970 til 1980. Anvendt Elektroniks 10. og sidste udgave fra 1994 er skrevet af Niels Dreijer, med genbrug af enkelte diagrammer fra tidligere udgaver. Jan Soelbergs navn er dog bibeholdt på omslaget. Mange af Anvendt elektronik-udgaverne er oversat til flere sprog bl.a. tysk, svensk, engelsk og fransk.
Jan Soelberg stiftede i 1983 firmaet Circuit Design, som udgav elektronikbladet kaldet CIRCUIT - Data og Teknik. I juni 1991 omkom Jan Soelberg i en helikopterulykke. Juni 1996 blev Circuit Design blev omdøbt til Circuit Data I/S grundet større fokus på PCere og software.

### Anvendt Elektronik

#### JostyKit Forlag, udgivet af
Danske udgaver af bogen Anvendt Elektronik:
- Anvendt elektronik 71-72 udgivet i 1970, Programmeret indlæring i transistorteknisk grundteori og dimensionering. Jens Rahbek og Jan Soelberg. (ingen kendt ISBN).[8]
- Anvendt elektronik udgivet i 1973, 5. udgave. Jan Soelberg. (ingen kendt ISBN).[9]
- Anvendt elektronik udgivet i 1974, 6. udgave. Jan Soelberg. (ingen kendt ISBN).[10]
- Anvendt elektronik udgivet i 1975, 7. udgave. Jan Soelberg. (ingen kendt ISBN).[11]
- Anvendt elektronik udgivet i 1977, 8. udgave. Jan Soelberg. ISBN 8798007904.[12]
- Anvendt elektronik i to bind:
  - Anvendt elektronik bind 1 udgivet i 1980, 9. udgave. Jan Soelberg. ISBN 8798007963.[13]
  - Anvendt elektronik bind 2 udgivet i 1980, 9. udgave. Jan Soelberg. ISBN 8798007939.[14]

#### Teknisk Forlag, udgivet af
- Anvendt elektronik udgivet i 1994, 10. udgave. Jan Soelberg og Niels Dreijer. ISBN 8757116016.[15]
- Anvendt elektronik udgivet i 1997, 10. udgave 2. oplag. Jan Soelberg og Niels Dreijer. ISBN 8757116016.[16]

### Circuit Design
Fra worldcat:
- CX81-I. Jan Soelberg, Circuit Design, 1983. ISBN 8773830003.
- CH145-SC : Computer smalbåndsmodtager. Jan Soelberg, Circuit Design, 1984. ISBN 8773830461.
- CM20-LAB : elektronisk loddekolbestyring, LCD-meter & strømforsyning. Jan Soelberg, Circuit Design, 1984. ISBN 8773830070.
- CX-MONOC : CX-MONOC-9"-12" computer monitor (monokrom). Jan Soelberg, Circuit Design, 1984. ISBN 8773830135.
- CM50-LFG : audiogenerator : audiogenerator 10Hz-200kHz med digital frekvens display. Jan Soelberg, Circuit Design, 1984. ISBN 8773830151.
- CC20-RX : CC20-Tx - IR alarmmodtager for moduleret lys. Jan Soelberg, Circuit Design, 1984. ISBN 8773830119.
- CS-MODEM : 0-300 baud duplex "smart"-modem for 5V/RS232 & 8-bit I/O. Jan Soelberg, Circuit Design, 1984. ISBN 8773830038.
- CM10-HCM : hjerte kardiograf forsats for elektrokardiografi. Jan Soelberg, Circuit Design, 1984. ISBN 8773830054.
- CM10-DCM : 4.5 digit LCD counter, capacitance meter, VHF counter ; CM10-CAP ; CM10-VHF. Jan Soelberg, Circuit Design, 1984. ISBN 8773830429.
- CC20-TX : impulsbreddemoduleret infrarød sender/62,5kHz. Jan Soelberg, Circuit Design, 1984. ISBN 8773830097.
- CXZ8-232C : niveauomsætter & strømforsyning (for Z8). Jan Soelberg, Circuit Design, 1985. ISBN 8773830437.
- CM50-ST signal-tracer : signaltracer, AC-milli-voltmeter, logaritmisk detektor. Jan Soelberg, Circuit Design, 1985. ISBN 8773830232.
- CM50-MP power meter : 19" rack. Jan Soelberg, Circuit Design, 1985. ISBN 8773830216.
- CH10-VHF smalbånd : VHF-modtagermodul. Jan Soelberg, Circuit Design, 1985. ISBN 8773830291.
- CM20-VCO frekvens-synthese oscillator. Jan Soelberg, Circuit Design, 1985. ISBN 8773830399.
- CX/M modem : computer modem 300/1.200 baud. Jan Soelberg, Circuit Design, 1985. ISBN 8773830453.
- CXZ8-P8 power port : Z8 realtime-clock : 220Vac ind/ud port for computerstyrede apparater : specialtillæg for tænd-sluk-ur over Z8-computeren. Jan Soelberg, Circuit Design, 1985. ISBN 8773830194.
- CM50-MS RF-generator : målesender/signal generator for HF/VHF/UHF. Jan Soelberg, Circuit Design, 1985. ISBN 8773830275.
- CC20-A : CC20A-alarmterminal for Dankort læsespalte. Jan Soelberg, Circuit Design, 1986. ISBN 8773830585.
- CC20AC - PWM-chopper. Jan Soelberg, Circuit Design, 1986. ISBN 8773830666.
- PC-MAK - trådløs CAD/CAM-mus : computerdel : PC-MAK/241186 - trådløs CAD/CAM-mus - computerdel. Jan Soelberg, Circuit Design, 1986. ISBN 8773830720.
- CXZ8-step : dual steppermotorstyring med chopper. Jan Soelberg, Circuit Design, 1986. ISBN 8773830496.
- CXM 1200 psk-modem : computermodem 1.200/1.200 baud duplex psk udvidelse. Jan Soelberg, Circuit Design, 1986. ISBN 8773830526.
- CH10-TXA - kodet alarmsender for VHF eller UHF. Jan Soelberg, Circuit Design, 1986. ISBN 8773830704.
- CXZ8-VDU : video display unit for monokrom monitor 80CHR/25 linier. Jan Soelberg, Circuit Design, 1986. ISBN 8773830623.
- CH10RA - VHF/UHF radio alarm : CH10RA/251186 synthesestyret VHF eller UHF kodet radioalarm. Jan Soelberg, Circuit Design, 1986. ISBN 8773830682.
- PC-MIK - trådløs CAD/CAM-mus : PC-MIK/200986 - trådløs CAD/CAM-mus. Jan Soelberg, Circuit Design, 1986.
- CC20IR : IR-fjernstyring : CC20-IR-IR-universal fjernstyring. Jan Soelberg, Circuit Design, 1987. ISBN 8773830801.
- PCHUB : repeater for ArcNet : ArcNet tokenized PC LAN. Jan Soelberg, Circuit Design, 1987. ISBN 8773830887.
- PC-PROM : universal PC-programmeringsenhed. Jan Soelberg, Circuit Design, 1987. ISBN 8773830828.
- PCANET : PC token pass LAN. Jan Soelberg, Circuit Design, 1987. ISBN 8773830763.
- CC20-PIR : 3 eksempler på IR-detektering : IR-styret 220Vac lyskontakt CC20-PIR : IR-styret alarm og effekt driver CC20-PIRA : IR-styret talekontakt CC20-TALK. Jan Soelberg, Circuit Design, 1987. ISBN 8773830763.
- Circuit PC-START ;Circuit DOS-start. Færdselsregler for PC : Hvordan bruges min PC. Jan Soelberg, Circuit Design, 1991. ISBN 8773831492.